# Эмшер
Э́мшер (нем. Emscher) — правый приток Рейна в Рурской области, длиной в 83,1 километра. Он был признан речным пейзажем года (Flusslandschaft des Jahres) в 2010 и 2011 годах. Средний расход воды — 16,3 м³/с. Площадь водосборного бассейна — 775,466 км².

## География

### Течение
Река Эмшер вытекает из пруда к юго-востоку от Дортмунда возле Хольцвиккеде на Хаарштранге на высоте около 147 м. В тот пруд впадают несколько небольших ручьёв, которые и являются истоками Эмшера.
В своих верховьях Эмшер, отделённый от долины Рура горами Ардайгебирге, течёт через юго-восток Дортмунда (Дорстфельд), а затем поворачивает на северо-запад. В северной части Кастроп-Раукселя он протекает под каналом Рейн-Херне по трём бетонным трубам. Затем он почти непрерывно течет параллельно этому каналу в западном направлении до Оберхаузена. В Оберхаузене река поворачивает на северо-запад и впадает в Рейн около Динслакена.
Эмшер протекает через города Дортмунд, Кастроп-Рауксель, Реклингхаузен, Хертен, Херне, Гельзенкирхен, Эссен, Ботроп, Оберхаузен, Дуйсбург и Динслакен.
Длина реки составляет около 83,1 км, перепад высот — 129 метров, средний уклон — 1,6 ‰.
Площадь бассейна реки, имеющей сеть разветвленных притоков — 775 466 км².

### Притоки
Ниже перечислены все притоки Эмшера с площадью водосбора не менее 8 км²:
| Название                   | Расположение | Длина (км) | Площадь бассейна [км²] | Расстояние до устья Эмшера (км) | Населённые пункты (*: НП у истока)   | Устье                                | DGKZ     |
| -------------------------- | ------------ | ---------- | ---------------------- | ------------------------------- | ------------------------------------ | ------------------------------------ | -------- |
| Hörder Bach                | левый        | 6,2        | 12,2                   | 72,0                            | *DO-Berghofen                        | DO-Hörde                             | 2772-12  |
| Schondelle                 | левый        | 6,2        | 11,8                   | 69,6                            | *DO-Wellinghofen, DO-Lücklemberg     | DO-Brünninghausen                    | 2772-14  |
| Rüpingsbach                | левый        | 8,0        | 36,7                   | 66,8                            | *Witten-Annen, DO-Hombruch           | DO-Schönau                           | 2772-16  |
| Roßbach (Schmechtingsbach) | левый        | 7,6        | 30,9                   | 62,1                            | DO-Kley, DO-Marten                   | DO-Wischlingen                       | 2772-2   |
| Ewinger Bach               | правый       | 1,5        | 8,0                    | 61,7                            | *DO-Fredenbaumpark                   | DO-Huckarde                          | 2772-312 |
| Nettebach                  | левый        | 7,5        | 16,8                   | 58,9                            | *DO-Kirchlinde                       | DO-Nette                             | 2772-32  |
| Herdicksbach               | правый       | 7,5        | 9,9                    | 50,5                            | *Юг Вальтропа                        | Восток Castrop-Rauxel-Henrichenburgs | 2772-336 |
| Landwehrbach               | левый        | 6,4        | 44,2                   | 42,4                            | *Castrop                             | Herne-Horsthausen                    | 2772-34  |
| Hellbach                   | правый       | 6,7        | 20,4                   | 40,5                            | *Рекклингхаузен                      | RE-Süd                               | 2772-36  |
| Ostbach                    | левый        | 6,9        | 12,4                   | 40,1                            | *BO-Gerthe                           | HER-Baukau                           | 2772-372 |
| Holzbach                   | правый       | 7,4        | 30,3                   | 34,8                            | *Herten-Westerholt                   | GE-Resser Mark                       | 2772-392 |
| Hüller Bach                | левый        | 17,2       | 80,9                   | 34,0                            | *BO-Weitmar, BO-Hamme                | GE-Bismarck                          | 2772-4   |
| Börnchenbach               | правый       | 5,3        | 9,0                    | 33,4                            | *Юг GE-Buers                         | GE-Erle                              | 2772-52  |
| Sellmannsbach              | левый        | 2,8        | 11,1                   | 31,0                            | GE-Bismarck                          | GE-Schalke-Nord                      | 2772-54  |
| Lanferbach                 | правый       | 4,1        | 9,9                    | 28,9                            | *Юго-запад GE-Buers                  | GE-Horst                             | 2772-56  |
| Schwarzbach                | левый        | 13,1       | 49,0                   | 26,7                            | *E-Frillendorf, E-Schonnebeck        | GE-Heßler                            | 2772-58  |
| Boye                       | правый       | 13,8       | 74,4                   | 24,3                            | Юго-запад BOT-Kirchhellens, Гладбекк | Граница между BOT-Welheim/E-Karnap   | 2772-6   |
| Berne                      | левый        | 8,6        | 62,1                   | 20,7                            | *Эссен, E-Altenessen, Bottrop-Ebel   | Bottrop-Ebel                         | 2772-8   |
| Läppkes Mühlenbach         | левый        | 3,0        | 8,8                    | 17,3                            | Oberhausen-Ost                       | OB-Borbeck                           | 2772-916 |
| Handbach                   | правый       | 5,4        | 23,5                   | 10.7                            | *OB-Walsumermark                     | OB-Schwarze Heide                    | 2772-96  |

Старицы Кляйне Эмшер (10,3 км; 35,0 км²) и Альте-Эмшер (7,8 км, 29,2 км²), образовавшиеся в результате перемещения устья реки Эмшер на север, впадают непосредственно в Рейн и поэтому больше не являются частью речной системы Эмшера.

### История
Долина Эмшера (Эмшерталь) существовала ещё до предпоследней ледниковой эпохи. До конца 19-го века между Хертеном и Ванне-Айккелем река петляла по долине шириной более 5 км. Затопление больших территорий было обычным. В поймах рек преобладали дубовые и грабовые леса.
С момента основания Emschergenossenschaft в 1899 году, река Эмшер и её притоки были канализированы и спрямлены, так как районы проседания почвы стали болотистыми. Русло реки также сильно углубили. Кроме того, устье дважды сдвигали на север. Это привело к снижению уровня грунтовых вод на некоторых участках. Поскольку проседание почвы происходит по сей день, естественный дренаж все ещё нарушается, поэтому на большой территории необходимо постоянно откачивать воду. В районе Эмшерталь высота реки падает с 70 м в Дортмунде до примерно 35 м к югу от Ботропа.

### Течение
После того, как Эмшер протекает в Виттен-Хёрдер-Мульде, он попадает в сам Эмшерталь к западу от центра Дортмунда. Порт Дортмунда на канале Дортмунд-Эмс лежит восточнее Эмшера.
Значительное расширение долины происходит в районе Кастроп-Рауксель — Хенрихенбург, где река Эмшер пересекает Канал Рейн — Херне на высоте около 60 м над уровнем моря и меняет направление с северо-западного на юго-западное.
Следующее заметное расширение долины находится к югу от Рекклингхаузена, где долина Хельбаха тянется вплоть до центра города.
До XIX века к западу от замка Гримберг река Эмшер разделялась на главный рукав, который тёк на север мимо замка Орст, и южный рукав поменьше, который назывался Кляйне-Эмшер (нем. Kleine Emscher, «Маленький Эмшер»). Спрямлённый Эмшер пустили по последнему рукаву около Гельзенкирхен-Хорст, а бывший главный рукав возле Хорста превратился в старицу Альте-Эмшер (нем. Alte Emscher, «Старый Эмшер»).

## Восстановление
В середине двадцатого века Эмшер считался самой грязной рекой Германии и «клоакой Рурской области». В народе Эмшер и его не менее вонючие притоки называли Кёттельбах («ручей какашек»). В результате резкого сокращения объёма добычи угля в Рурской области, проседание в районе Эмшера также сократилось, что позволило строить подземные каналы и начать возвращать Эмшер в его природное состояние.
Первые шаги к экологической реконструкции системы Эмшера были сделаны с помощью программы IBA Emscherpark, включавшей в себя устройство велосипедных дорожек Emscher Weg и Emscher Park Radweg и ландшафтного парка Эмшер. В 1990-х годах небольшая секция Эмшера была приведена к природному состоянию в рамках Федеральной садовой выставки в Дортмунде.
Центральным элементом усилий по восстановлению реки является канализационная труба Abwasserkanal Emscher, строительство которой было утверждено 13-го августа 2008 г. правительством района Мюнстер. Согласно проекту, труба имеет 51 км в длину и максимальный диаметр 2,80 м. Она должна направлять сточные воды на существующие очистные сооружения Ботроп и Эмшермюндунг, заменить предыдущий открытый сброс сточных вод и должна быть завершена к 2021 году.
Усадьба Emscherquellhof у истока реки Эмшер была полностью отремонтирована в 2005 году на средства Emschergenossenschaft и используется для проведения выставок, а также в качестве конференц-центра и образовательного центра.
18 декабря 2009 года в Хёрде было затоплено восстановленное надземное русло реки Эмшер. После того, как в этом месте река Эмшер протекала по трубам под Германнсхютте в течение более 100 лет, чистая вода теперь течет через наземное русло реки параллельно Фениксзе. На Фениксзе снова был заложены виноградники.
Реконструкция Emschertal была признана ООН в 2014 году «примером крупномасштабного экологического проекта с участием всех заинтересованных сторон».

## Опасности
Канализированное русло реки Эмшер является опасным для людей, попадающих в русло реки, из-за наклонных, гладких и скользких бетонных стен. Несмотря на ограждение и указатели, канал Эмшер уже стоил многих жизней. В 1983 году писатель Михаэль Хольцах утонул в Эмшере, пытаясь спасти свою собаку.

## История
В средние века верхнее и среднее течение реки являлись естественной границей некоторых владений. К северу от реки в основном лежал район Фест-Рекклингхаузен, к югу — графство Марк и земли Эссенского монастыря. Эмшер также формировал южную и западную границы графства Дортмунд, поэтому вдоль реки были построены многочисленные замки на воде, охранявшие границы графства. В документе кёльнского архиепископа Пилгрима от 1027 года Эмшер назван Эмбискарой, и является границей земель, на которых эссенский монастырь имел право на десятину. В конце средневековья название реки видоизменилось до Эмшар (Emschar).
Первоначально Эмшер был рекой, сильно меандрирующей в среднем течении, общая её длина составляла 109 километров. В средние века виноградарство практиковалось на склонах верхней долины Эмшер недалеко от Хёрде (нынешний Дортмунд). Сегодня об этом напоминают названия улиц Винцервег и Вайнгартенштрассе в Хёрде. В широкой долине на среднем течении Эмшера и в нижнем течении Рейнской равнины раскинулись обширные болотные леса. Заболоченные районы использовался в сельском хозяйстве для разведения коней породы Эмшербрюхер. В типичной для региона долине располагались разбросанные сельские поселения и фермерские хозяйства, большей частью в защищённых от наводнений местах. На определённом расстоянии друг от друга располагались кирхдорфы, такие как Херне, Буэр, Гельзенкирхен, Катернберг и Борбек, которые были построены на речных террасах.
Многочисленные документы доказывают, что Эмшер был важным рыболовным угодьем: в 1484 году братья Вальрав, Йохан и Хинрик ван Экелл имели право на рыбную ловлю в Эмесшере (Emesscher) около Кранге, в 1563 году дворянин Goddert von Strünkede zu Strünkede судился с Филиппом и Арндом фон Фирмунд цу Бладенхорстом за право на рыбную ловлю в Эмшере, дело дошло до имперского суда, который в апреле 1599 года дал эти права в заём всем трём.
Согласно обычаям того времени, река использовалась для суда над ведьмами в раннее Новое время. С 1589 года существует протокол монастыря Эссена об испытании водой на Эмшере по их запросу у 18 подозреваемых в колдовстве, прежде чем был начат допрос.
В XVIII и XIX веке выдвигались инициативы сделать реку пригодной для судоходства, но ни одна из них не увенчалась успехом. Наконец, в начале XX века вдоль реки Эмшер был построен Канал Рейн — Херне.
С началом ранней индустриализации вода забиралась из речной системы для технических нужд. В 1793 году монастырь Стеркраде пожаловался, что вода испортилась из-за того, что на металлургическом заводе Святого Антония обрабатывали болотную руду. Вторая половина 19-го века ознаменовалась индустриализацией в Рурской области, а также сильным ростом населения. Повышенный спрос на питьевую воду удовлетворяли водой из Рура и Липпе (река).
Сточные воды и вода из шахт сбрасывались в Эмшер начиная со второй половины 19-го века. В результате сброса стоков Эмшер подвергался сильному загрязнению. Небольшой уклон реки, меандры и проседание почвы, связанное с добычей угля, приводили к постоянным наводнениям. Это, вместе с плавающими в воде фекалиями, увеличивало риск инфекционных заболеваний. Так как местные власти были не в силах решить подобные проблемы, в 1899 году был основан Emschergenossenschaft, представлявший все затронутые регионы. В его задачи входили очистка сточных вод, слежение за стоками, предотвращение наводнений и контроль над рекой.
Под эгидой Emschergenossenschaft русло Эмшера было углублено примерно на три метра, и большая его часть была укреплена и выпрямлена. Течение реки изменялось несколько раз. В 20-м веке устье реки было дважды передвинуто — в 1910 году из Дуйсбург-Альсума в Дуйсбург-Вальсум, а в 1949 году в Динслакен.
Оседание, вызванное горными работами, было компенсировано все более высокими дамбами, так что сегодня Эмшер в некоторых местах даже на несколько метров выше уровня окружающей местности. Однако это также означает, что вода из окружающих притоков Эмшера должна быть закачана в него. Без дамб и откачки воды большая часть региона оказалась бы затоплена.
Тем не менее, пока добыча угля в Рурской области продолжалась, альтернативы открытому сбросу сточных вод не существовало, поскольку подземные каналы регулярно опускались из-за проседания почв.
К концу 1990-х годов были построены четыре центральных очистных сооружения:
- Станция очистки сточных вод Duisburg Alte Emscher
- Станция очистки сточных вод Emschermündung (в черте города Динслакен, Дуйсбург и Оберхаузен)
- Станция очистки сточных вод Ботроп
- Станция очистки сточных вод Дортмунд-Дойзен

- Станция очистки сточных вод Дойзен
- Emscher с линией высокого напряжения
- Станция очистки сточных вод в устье Эмшер
- Ночное освещение коллекторных башен очистных сооружений Боттроп

Вдоль Эмшера проходит несколько линий электропередач. По левому берегу проходят трубы Рурской системы централизованного теплоснабжения, по которым поступает вода температурой от 110 до 180 °C.
Пассажирский паром через реку работал в Дуйсбурге до 1939 года. В 1960 году на этом же месте был построен мост.
После сильных осадков (до 200 л/м²) 26 июля 2008 года в Дортмунде вышли из берегов реки Эмшер и Россбах и затопили районы Дорстфельд и Мартен. Уровень воды в реке достиг нового максимума. Например, на станции в Менгеде был измерен уровень воды более 520 сантиметров, при обычном уровне около 100 сантиметров.